# إديث سوزان جيرارد أندرسون
إديث سوزان جيرارد أندرسون (بالإنجليزية: Edith Susan Gerard Anderson)‏ هي رسامة أسترالية، ولدت في 1878، وتوفيت في 31 مارس 1961.